# Podziemia Tarnogórsko-Bytomskie
Podziemia Tarnogórsko-Bytomskie este o arie protejată (sit de importanță comunitară — SCI) din Polonia întinsă pe o suprafață de 3.490,8 ha, integral pe uscat.

## Localizare
Centrul sitului Podziemia Tarnogórsko-Bytomskie este situat la coordonatele 50°25′37″N 18°49′20″E / 50.427°N 18.8223°E.

## Înființare
Situl Podziemia Tarnogórsko-Bytomskie a fost declarat sit de importanță comunitară în aprilie 2004 pentru a proteja 2 specii de animale.

## Biodiversitate
Situată în ecoregiunea continentală, aria protejată conține 6 habitate naturale: Lacuri eutrofice naturale cu vegetație de tip Magnopotamion sau Hydrocharition, Pajiști calaminariene cu Violetalia calaminariae, Păduri de fag Luzulo-Fagetum, Păduri de fag Asperulo-Fagetum, Păduri de fag din Europa Centrală dezvoltate pe sol calcaros cu Cephalanthero-Fagion, Păduri de stejar și carpen Galio-Carpinetum.
La baza desemnării sitului se află mai multe specii protejate de  mamifere (2): liliac cu urechi mari (Myotis bechsteinii), liliac comun (Myotis myotis).
Pe lângă speciile protejate, pe teritoriul sitului au mai fost identificate 10 specii de mamifere.